# 宁武县
宁武县在中国山西省西北部、汾河和桑干河上游，是忻州市所辖的一个县。
面积为1944平方公里，縣人民政府駐鳳凰鎮。

## 历史
明崇祯十七年（1644年），李自成为东进北京，在宁武关与明军进行了一场争夺战，史称“宁武关之战”，击败镇守雁门关的三关总兵周遇吉，为夺取北京扫清了障碍。

## 人口
截至2020年，根據第七次全國人口普查統計數據顯示：寧武縣常住人口136470人。

## 行政区划
宁武县下辖4个镇、10个乡：
凤凰镇、阳方口镇、东寨镇、石家庄镇、薛家窊乡、榆庄乡、涔山乡、宁化镇、西马坊乡、迭台寺乡、怀道乡、东马坊乡和阳方口煤矿。

## 交通
- 338国道、 241国道过境。